# Maison de Goethe (Francfort-sur-le-Main)
Cet article concerne la maison de Goethe à Francfort-sur-le-Main. Pour les autres maisons de Goethe, voir Maison de Goethe.
La maison de Goethe ou Goethe-Haus, dans le quartier d'Innenstadt de Francfort-sur-le-Main était jusqu'en 1796 la résidence de la famille Goethe et donc du jeune Goethe. C'est ici qu'il écrit Götz von Berlichingen (1773) et son roman Les Souffrances du jeune Werther (1775). On peut visiter le cabinet de travail du poète comme il devait l'utiliser à l'époque.

## Histoire

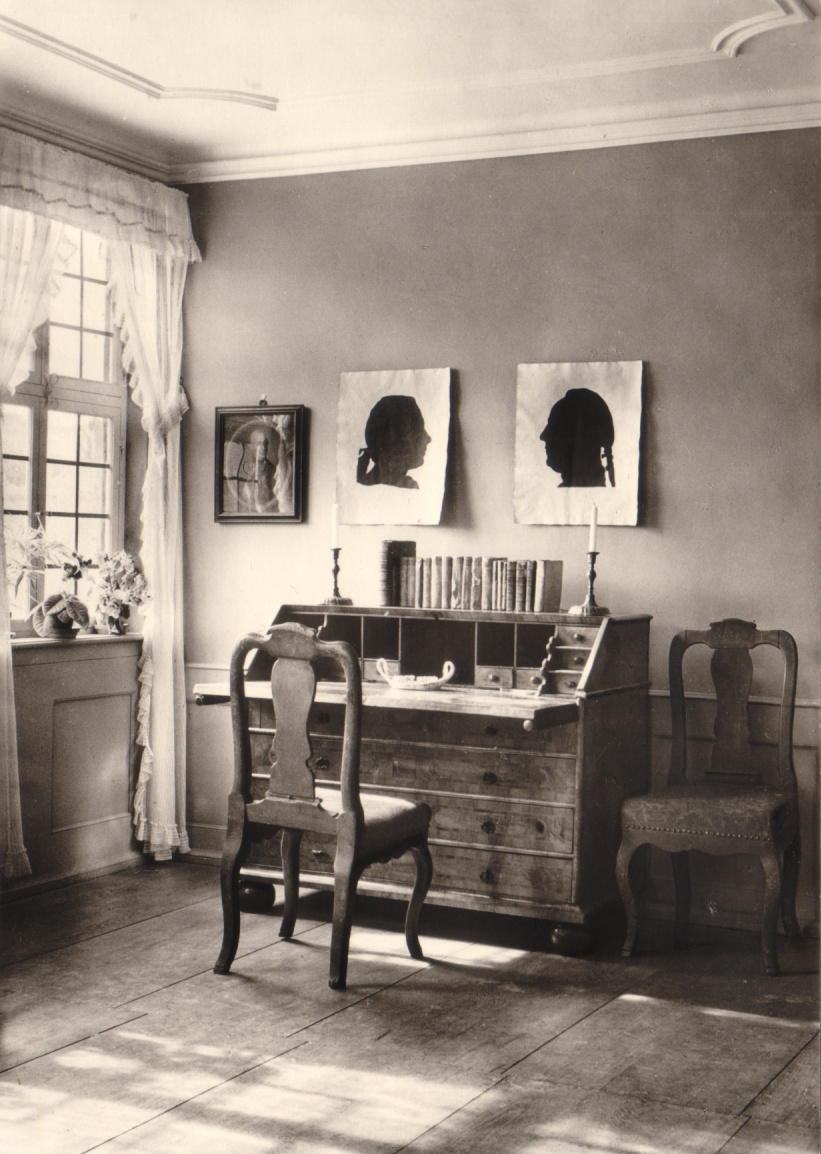
Le cabinet de travail du poète.

Johann Wolfgang Goethe est né en 1749 dans la maison située au 23 de la rue Grosser Hirschgraben (de) à Francfort. La maison parentale était alors composée de deux étroites maisons à colombage reliées entre elles qui avaient été acquises par la grand-mère Cornelia Goethe en 1733 comme résidence de veuve. À sa mort, le père, le conseiller impérial Johann Caspar Goethe, fait construire en 1755-56, sur les fondations des anciennes maisons, un immeuble imposant de quatre étages dans le style du baroque tardif . C'est ici que Johann Wolfgang Goethe passe ses années de jeunesse - à l'exception de ses d'études à Leipzig en 1765-68 et à Strasbourg en 1770-71 - jusqu'à ce qu'il aille en 1775 à Weimar. Il a décrit ces années dans son autobiographie Poésie et Vérité. En 1795, après la mort du père, la mère Catharina Elisabeth Goethe vend la maison, devenue trop grande, et tout son contenu.
La maison passe ensuite de main en main. Le dernier propriétaire fait aménager un petit espace commémoratif pour Goethe dans la mansarde. Lorsqu'une restructuration importante de l'immeuble est projetée en 1863, l'association Évêché libre allemand (de), une société savante fondée en 1859 par Otto Volger (de), réussit à s'en porter acquéreur. La maison est remaniée progressivement d'après les sources historiques et les mémoires de Goethe, et elle devient l'un des premiers sites commémoratifs d'un poète à ouvrir ses portes au public.

## Destruction et reconstruction

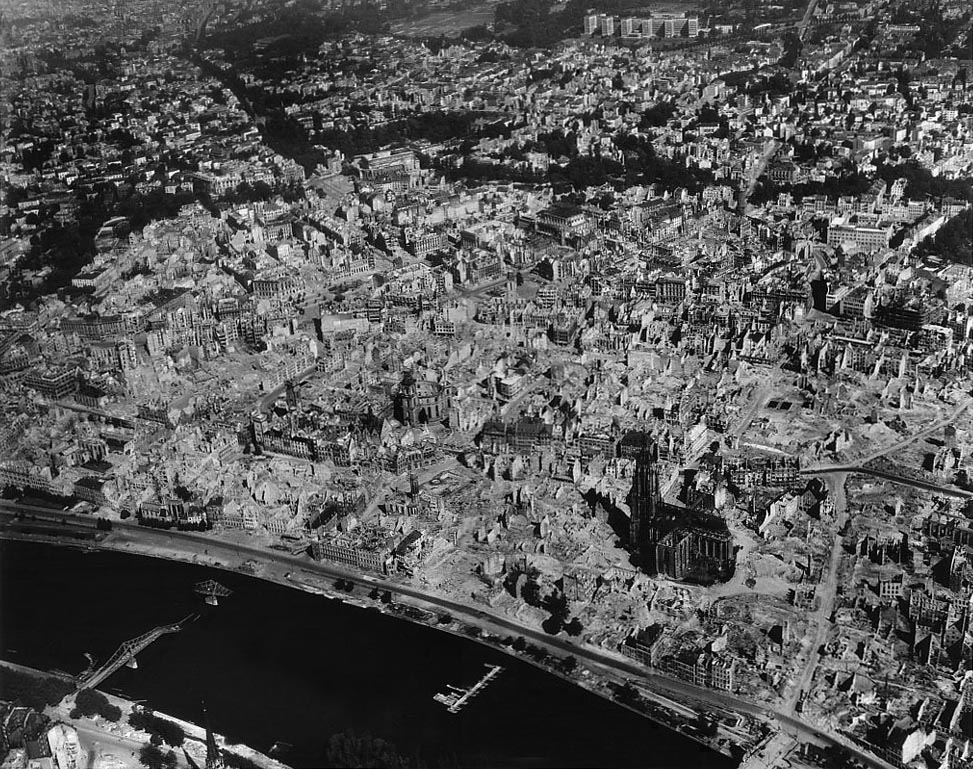
Le centre-ville de Francfort en 1945.

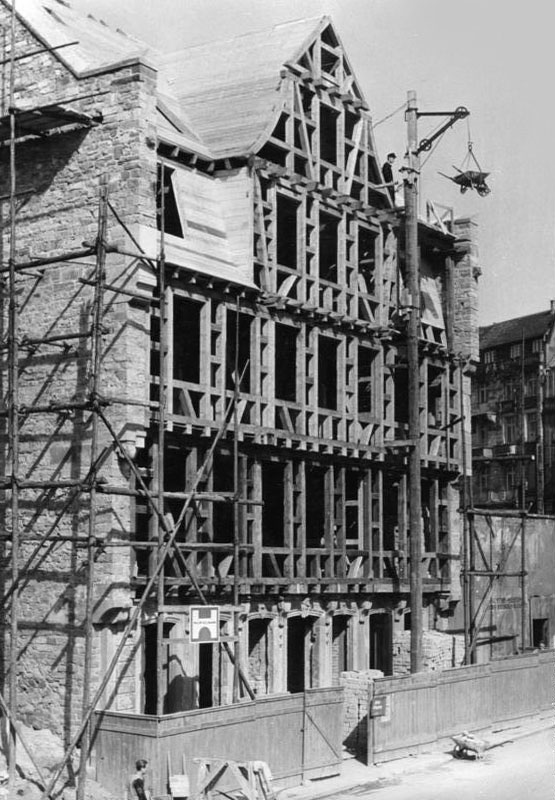
Reconstruction (mai 1949).

Le 22 mars 1944 (jour anniversaire de la mort de Goethe), lors d'une des quelque 75 attaques aériennes sur Francfort, l'ensemble des maisons de la Großer Hirschgraben est gravement touchée et la Goethe-Haus est détruite par une bombe aérienne.
La reconstruction à l'identique débute en 1947, dirigée par l'architecte Theo Kellner (de); la réouverture solennelle a lieu en 1951. Les objets mis à l’abri pendant la guerre, les meubles, objets d'arts et ustensiles divers, livres, tableaux et manuscrits sont retournés dans la maison familiale de Goethe.
Il y a eu, peu après 1945, un long débat sur l'opportunité d'une reconstruction à l'identique. Les responsables de l'urbanisme et de la reconstruction de la ville y étaient opposés, et les résultats d'une enquête auprès des architectes et historiens d'art organisée par le Deutscher Werkbund de Hesse étaient également négatifs. Le premier numéro du journal baukunst und werkform (de) publiait une pétition de principe selon laquelle « l'héritage culturel détruit ne doit pas être reconstruit fidèlement, il ne peut revivre que dans une forme nouvelle pour des objectifs nouveaux ».
Du côté des personnalités favorables à la reconstruction à l'identique se trouvent, entre autres, le prix Nobel Hermann Hesse, le philosophe Karl Jaspers et Richard Merton (1881-1960), un industriel de retour d'émigration. Les partisans de la reconstruction ont finalement eu raison.
Le Goethe-Haus est la propriété de l'association Évêché libre allemand (de). Fait partie de l'ensemble le Goethe-Museum, situé à proximité, et qui contient un ensemble de tableaux datant du temps de Goethe. La maison et le musée peuvent être visités avec le même billet.

## Galerie

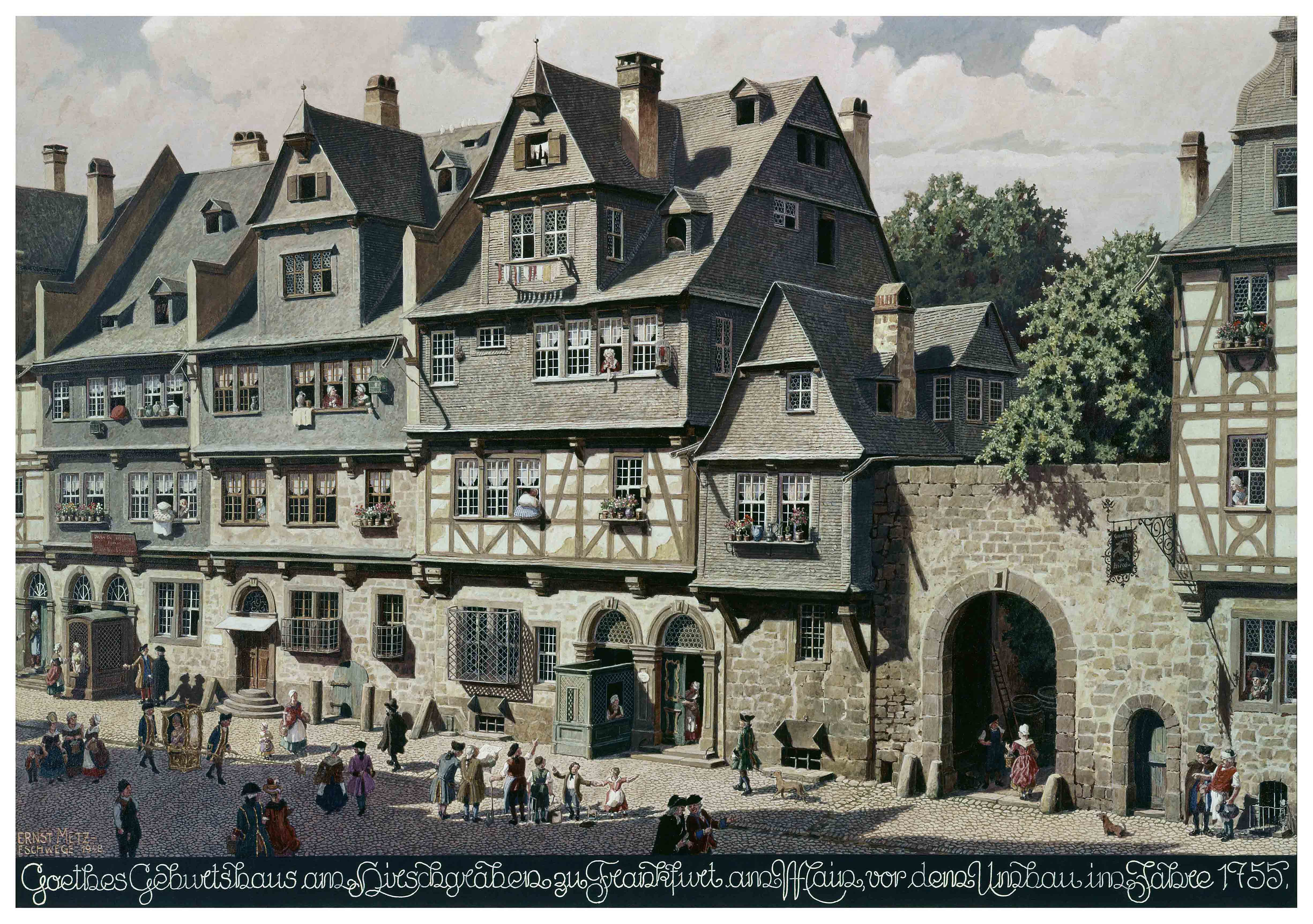
Le Goethe-Haus avant 1755 (reconstitution d'Ernst Metz).
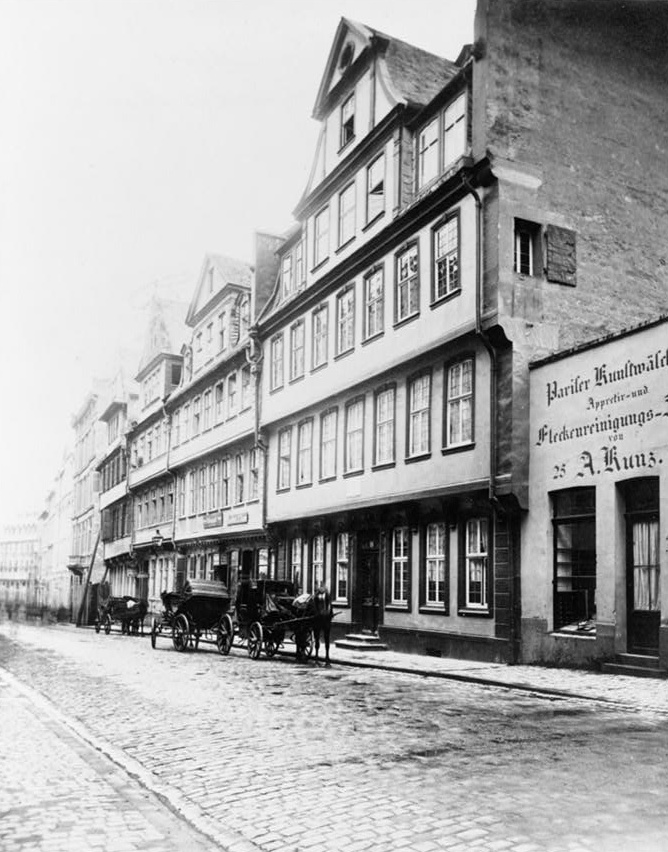
Le Goethe-Haus au milieu du XIXe siècle.
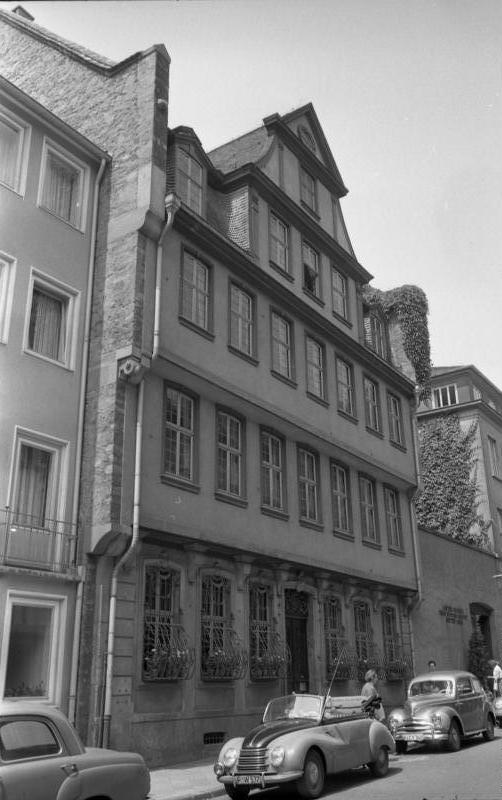
Le Goethe-Haus en 1958.

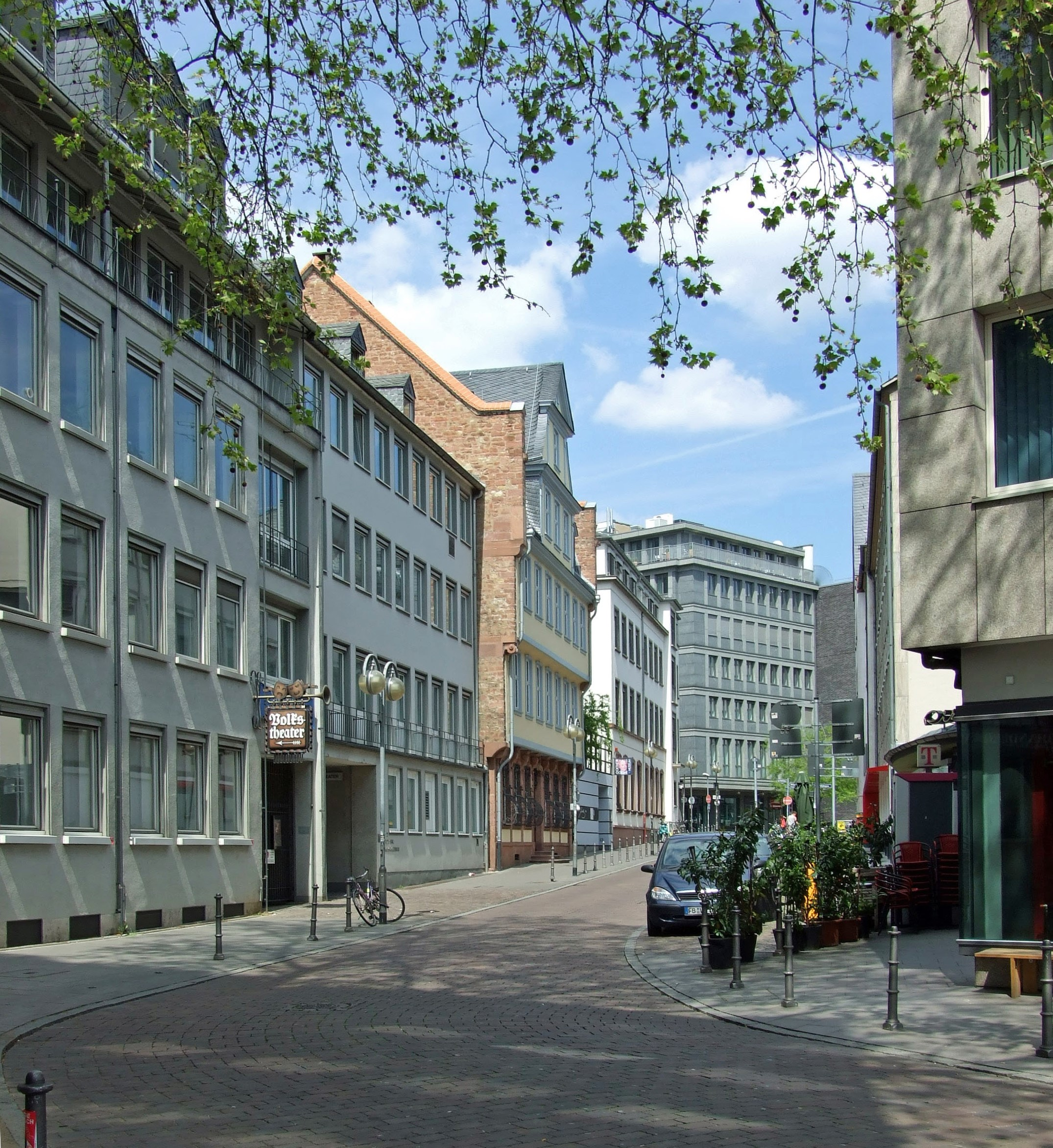
La rue Großer Hirschgraben (2008).
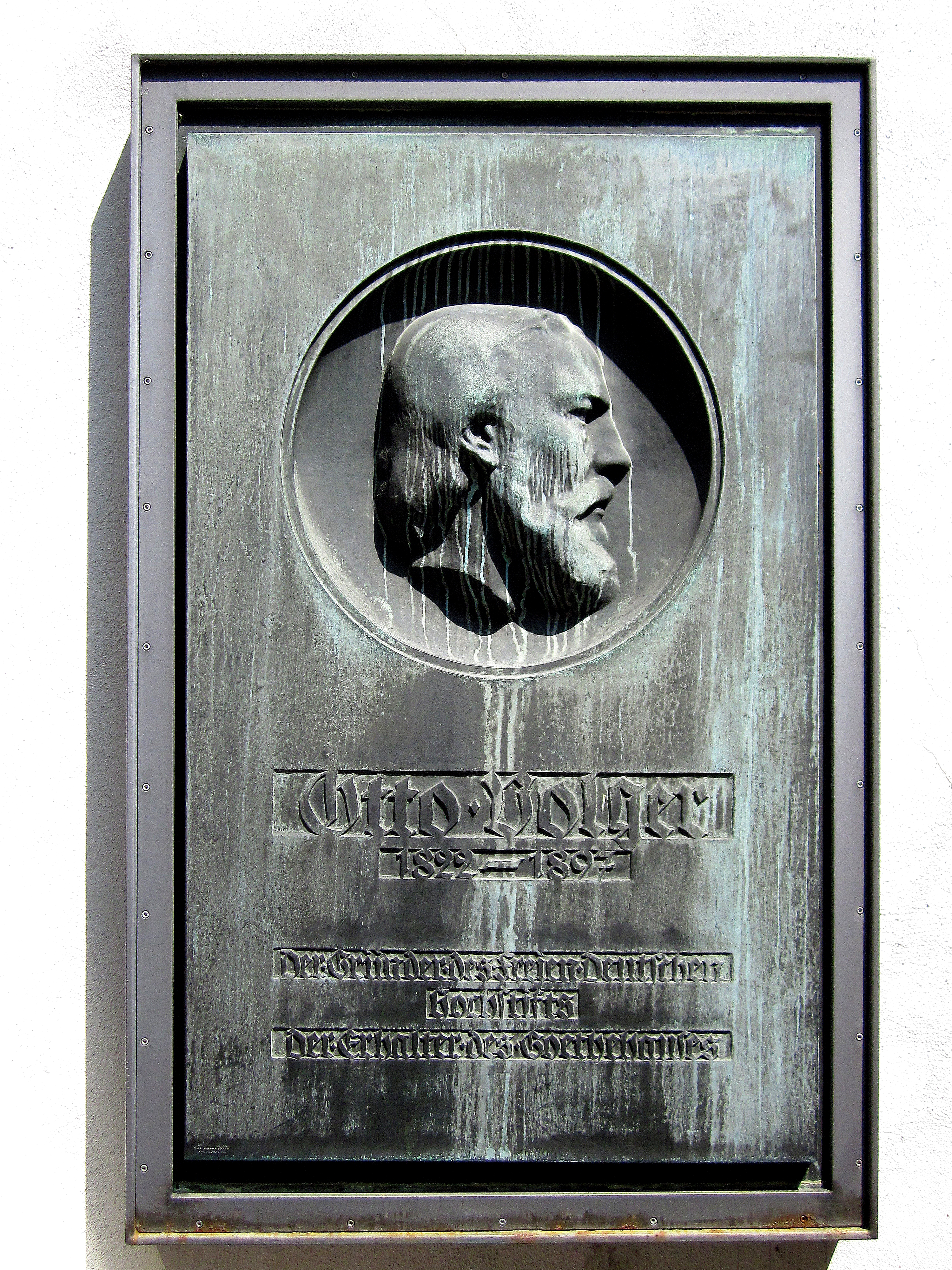
Plaque commémorative pour Otto Volger
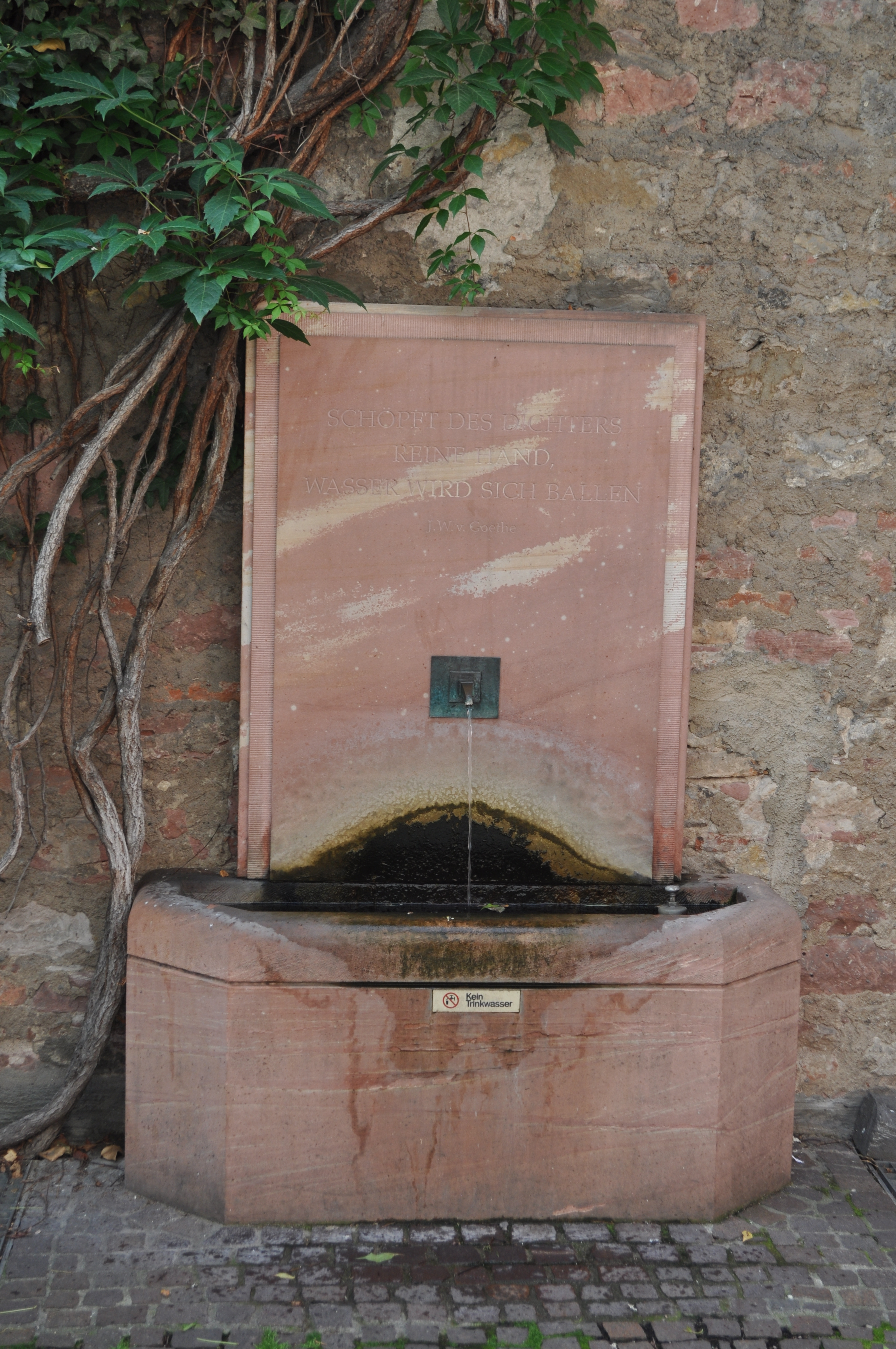
La fontaine de Goethe.